# Acords d'Addis Abeba
Els acords d'Addis Abeba de 26 de febrer de 1972 foren les decisions concertades sota mediació del negus d'Etiòpia Haile Selassie, entre el govern del Sudan i els rebels del sud, de fet la seva branca militar, els Anya-Anya organitzats en el Moviment d'Alliberament del Sud del Sudan de Joseph Lagu (les forces polítiques en foren de fet excloses). Els sis punts principals eren:
- El sud seria una sola regió
- Les àrees amb gent del sud dins el nord, com Abyei, decidirien la seva sort en referèndum
- El Sud seria governat per una assemblea regional i un Alt Consell Executiu
- L'educació, sanitat, recursos naturals i policia serien decidits al sud, mentre que la defensa, afers exteriors, política monetària, i planificació econòmica, social, i educacional, al nord
- El president de l'Alt Consell Executiu seria nomenat pel president del Sudan
- Les forces Armades del Sudan tindrien una composició proporcional a la població. L'Anya-Anya I s'integraria a les forces armades nacionals.

L'acord fou reconegut per la Regional self-government Act de 27 de març de 1972, i per la constitució del 25 de maig de 1973.
El govern regional autònom tindria poders executius i legislatius; podria elegir i destituir un president només subjecte a l'aprovació del president del Sudan. L'assemblea podria votar demanar al president d'eximir la regió del Sud de legislació nacional que considerés lesiva pels interessos regionals. El govern regional podria cobrar taxes i rebria subsidis del govern central. No podria planificar l'economia ni el sistema educatiu. es va establir una comissió de vigilància de l'alto el foc, i per la rehabilitació i el retorn dels refugiats.
El govern del Sudan va violar sistemàticament l'acord i finalment la guerra es va reprendre el 1983.